# Агент Єва
«Агент Єва» (англ. Ava) — кримінальний бойовик від режисера Тейта Тейлора з Джесікою Честейн у головній ролі. Також в картині зіграли Колін Фаррелл, Джина Девіс, Джон Малкович і Коммон.
У США обмежена прем'єра відбулася 25 вересня 2020 року. В український прокат фільм вийшов 13 серпня; на Netflix — 7 грудня 2020.

## Синопсис
Єва — професійний кілер, яка працює по всьому світу. Коли чергова спецоперація йде не за планом, ні з її вини, дівчина вирішує вийти з гри. Проте у той же час за повторні спроби «психоаналізу жертв», а саме з'ясування у них: «що ж такого вони зробили поганого, що їй доводиться зараз їх убивати», на неї тут же відкривають полювання.
Крім того після останньої (провальної операції) Єва випадково зустрічається з сестрою й дізнається що її мама у лікарні.

## У ролях
| Актор            | Роль    |
| ---------------- | ------- |
| Джессіка Честейн | Єва     |
| Колін Фаррелл    | Саймон  |
| Common           | Майкл   |
| Джина Девіс      | Боббі   |
| Джон Малкович    | Дюк     |
| Діана Сільверс   | Камілла |
| Йоан Гріффіт     | Пітер   |
| Джоан Чень       | Тоні    |
| Джесс Вейкслер   | Джуді   |

## Виробництво
Зйомки фільму проходили з 19 вересня по 30 жовтня 2018 року в Бостоні і Вестоні, Массачусетс, США.